# Tronchet (auteur)
Pour les articles homonymes, voir Vasseur et Tronchet.
Didier Vasseur, dit Tronchet, est un dessinateur et scénariste de bandes dessinées français, né le 29 septembre 1958 à Béthune.
Il est surtout connu pour avoir lancé deux séries d'humour noir durant les années 1980, Raymond Calbuth, puis Jean-Claude Tergal. Durant les décennies suivantes, il signe plusieurs romans graphiques et collabore avec différents dessinateurs dans des registres plus dramatiques.

## Biographie
En 1980, il est diplômé de l’École supérieure de journalisme de Lille (54e promotion).

### Humour noir et succès (années 1980-1990)
Il lance plusieurs séries durant les années 1980 : tout d'abord Raymond Calbuth, dont les premiers albums sont publiés par Glénat à partir de 1984. Puis il publie chez Albin Michel dès 1987 Les Damnés de la Terre, qui suit le quotidien d'un couple français très pauvre, les Poissart. Mais c'est sa troisième création, Jean-Claude Tergal, qui s'impose comme sa série la plus emblématique. Parallèlement à ces losers magnifiques, il parodie les figures héroïques traditionnelles avec Raoul Fulgurex dont les trois tomes sont publiés par Glénat de 1989 à 1995.
Il participe aussi à plusieurs projets collectifs, et livre plusieurs one-shots : il réalise ainsi les deux albums de Sacré Jésus (Delcourt, 1993-1996) ; s'essaye à un registre sérieux, en dessinant le roman graphique Le Quartier Évanoui, sur un scénario de la romancière Anne Sibran ; pour la collection Aire Libre de Dupuis, il conçoit le diptyque Houppeland (1997-1998), qui dynamite le mythe du Père Noël. Il livre aussi l'album de gags Deux cons (Fluide Glacial, 1996).
Durant la décennie suivante, il accède à la reconnaissance critique : en 1990, il reçoit l'Alph-Art humour au festival d'Angoulême avec Dominique Gelli pour le premier tome, intitulé Raoul Fulgurex : Dans le secret du mystère. Le même prix lui est décerné, seul cette fois, en 1993 pour le tome 4 de Raymond Calbuth, puis en 1998 pour le tome 6 de Jean-Claude Tergal, intitulé Portraits de famille.
En 1999, il interprète lui-même son personnage de Jean-Claude Tergal sur la scène du Théâtre du Point-Virgule pendant un an. Mais surtout, il écrit et réalise un long-métrage sur le même personnage, Le Nouveau Jean-Claude, avec Richard Berry, Darry Cowl et Clotilde Courau, qui sort dans les salles en 2002. Le long-métrage accompagne la sortie de deux albums ré-imaginant une version plus romantique et moins adulte du personnage.
Parallèlement, il conclut certaines séries : de 1994 à 2000, les éditions Albin Michel publient les tomes 4 à 6 de Les Damnés de la Terre ; puis en 2001, il signe le tome 7 de Raymond Calbuth (avant finalement de dévoiler en 2008 un ultime tome, intitulé La légende continue !). Il crée aussi le diptyque Les Aventures de Toi et Moi (Delcourt, 1998-2004).

### Diversification (années 2000)
Au début des années 2000, il se met surtout à écrire des scénarios pour d'autres dessinateurs : avec Dominique Gelli, il publie les deux tomes de la série humoristique Patacrèpe et Couillalère (Delcourt, 1998) ; avec Al Coutelis, il signe Welcome Land (Fluide Glacial, 1998-2002) ; il retrouve Anne Sibran pour collaborer sur plusieurs récits dramatiques pour la collection Aire Libre : Là-bas (2004) et Ma Vie en l'Air (2005). Toujours dans la collection Aire Libre, il dessine le diptyque Le Peuple des endormis, écrit par Frédéric Richaud (2006-2007). Finalement, il s'essaye seul à un registre dramatique, en écrivant et dessinant La gueule du loup (Futuropolis, 2008).
Il est aussi l'auteur de romans et essais sur des sujets de société divers comme le vélo (Petit traité de vélosophie, 2000), les bébés (Journal intime d'un bébé formidable, 2005) ou la rupture sentimentale (Nous deux moins toi, 2009).
Mais surtout, il s'essaie pour la première fois à la bande dessinée jeunesse en 2000 en créant la série d'aventure Violine, pré-publiée dans le Journal de Spirou, et éditée par Dupuis. La série est dessinée par une valeur montante de la bande dessinée franco-belge, Fabrice Tarrin. Cependant, la relation se dégrade entre les deux auteurs, et c'est Jean-Marc Krings qui remplace Tarrin en plein milieu du troisième album, publié en 2006. Deux autres tomes concluront ce premier cycle se déroulant en Afrique. Cependant, la série est stoppée par l'éditeur en 2007, en raison de ventes en baisse. Il s'agit toujours, à ce jour, de la seule série jeunesse de l'auteur.
Tronchet accepte alors de devenir le rédacteur en chef de la nouvelle formule de L'Écho des savanes. L'expérience durera seulement un an. Par la suite, il conçoit un diptyque autour d'un personnage féminin, Ça n'arrive qu'à mois (Futuropolis, 2010).
Il part ensuite pendant trois ans à Quito (Équateur), puis à Madagascar, pour revenir en France en 2012. Durant son absence, Drugstore réédite Les Damnés de la Terre sous le nouveau titre Les Poissards.

### Récits de voyage et romans graphiques (années 2010)

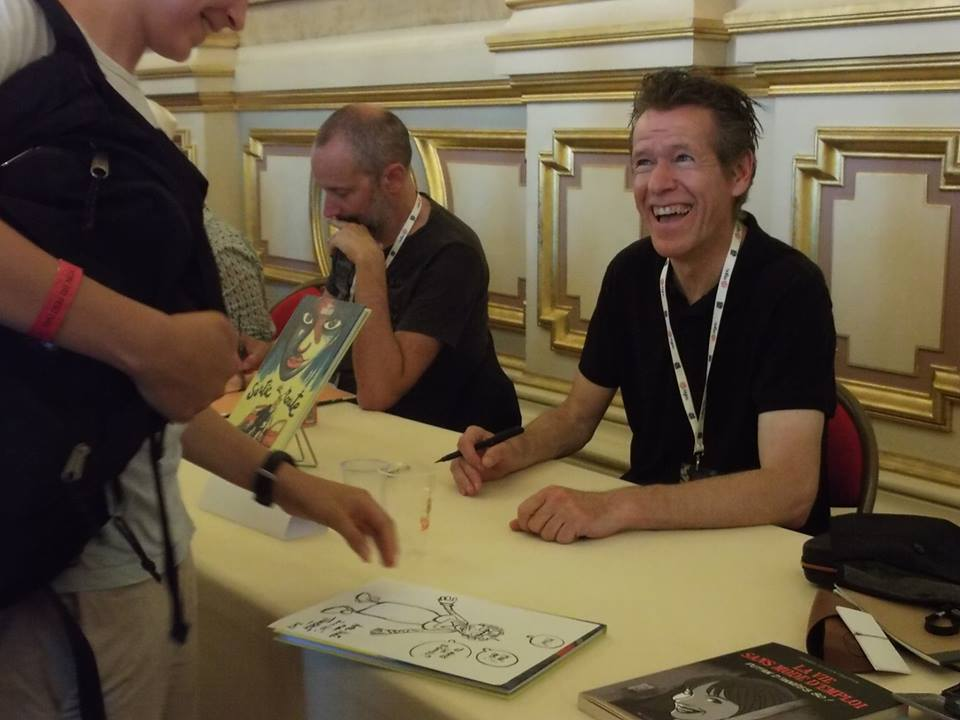
L'auteur au Festival BD de Lyon, en juin 2017.

À la suite de son retour, sa production change de ton, abandonnant l'humour noir pour se consacrer à un registre plus sérieux et mélancolique.
Il signe ainsi le roman graphique à tendance autobiographique Le Fils du Yéti (Casterman, 2014), suivant un homme tentant de reconstituer son passé à la suite d'un incendie ; il retrace son séjour en Équateur avec sa famille dans Vertiges de Quito (Futuropolis, 2014) ; il retrouve Anne Sibran pour raconter une histoire vraie se déroulant en Bolivie dans Le Monde du Dessous (Casterman, 2015) ; durant cette période, il s'oriente aussi vers le récit de voyages pour la revue XXI. Par ailleurs, pour Casterman, il relance Violine sous un nouveau titre et avec un nouveau dessinateur, Baron Brumaire. Le Troisième Œil met en scène une héroïne désormais adolescente, et amorce un second cycle se déroulant en Inde. Trois tomes sont prévus, le premier étant publié en 2013.
Tronchet revient à l'Occident avec ses projets suivants : d'abord à travers une fable sur l'amnésie pour le dessinateur Olivier Balez, intitulée L'homme qui ne disait jamais non (Futuropolis, 2016). Puis en imaginant l'histoire d'un homme au bord de la crise de nerfs pour Nicoby avec Le Meilleur Ami de l'homme (Dupuis, Aire Libre, 2017), conçu originellement pour être un film de cinéma. Les deux auteurs se retrouvent avec le one-shot Tête de gondole (Dupuis, Aire Libre, 2019).
Il revient ensuite à l'humour comme auteur complet avec le roman graphique Sortie de Route, un road movie fantastique sur un Français moyen (Glénat, 2017) ; en signant une suite inattendue aux Deux Cons de 1996, avec un tome 2 intitulé Les Ducon & Ducon (Fluide Glacial, 2018) ; puis en racontant un autre récit de voyage, celui de son séjour de six mois à Madagascar avec son fils de 13 ans, avec Robinson, Père et Fils (Delcourt, 2019). Ce séjour sera aussi au cœur du roman graphique Le chanteur perdu (Aire libre, 2020) qui raconte la recherche improbable d'un chanteur oublié, Rémy Bé (dans la réalité, Jean-Claude Rémy).

## Œuvres

### Bandes dessinées
- La Bite à Urbain, Delcourt, 1990
Scénario et dessin : Tronchet

- Le Quartier évanoui[14], Glénat, 1994
Scénario : Anne Sibran - Dessin : Tronchet

- Là-bas[17], Dupuis - Aire libre, 2003
Scénario : Anne Sibran - Dessin : Tronchet
- Carnets intimes, Fluide glacial, 2004
Scénario et dessin : Tronchet
- Deux cons, Fluide glacial, 2004
Scénario et dessin : Tronchet - Reprise en solo de la série Patacrêpe et Couyalère entamée avec Dominique Gelli.
- La Gueule du loup, Futuropolis, 2004
Scénario et dessin : Tronchet - Couleurs : Hubert
- Ma vie en l'air, Dupuis - Aire libre, 2005
Scénario : Anne Sibran - Dessin : Tronchet

- Vertiges de Quito, Futuropolis, 2012
Scénario et dessin : Tronchet
- Le Fils du yéti, Casterman, 2014
Scénario et dessin : Tronchet
- Le monde du dessous, Casterman, 2016
Scénario : Anne Sibran - Dessin : Tronchet
- L'homme qui ne disait jamais non, Futuropolis, 2016
Scénario : Tronchet - Dessin : Olivier Balez
- Sortie de route, Glénat, 2017
Scénario et dessin : Tronchet
- Le Meilleur Ami de l'homme, Dupuis, 2017
Scénario : Tronchet - Dessin : Nicoby
- Les Ducon & Ducon, Fluide glacial, 2018
Scénario et dessin : Tronchet
- Le Chanteur perdu, Dupuis, 2020
Scénario et dessin : Tronchet
- Petit traité de vélosophie, Delcourt, 2020
Scénario et dessin : Tronchet
- Footballeur du dimanche, Delcourt, 2021
Scénario et dessin : Tronchet
- Les fantômes de Séville, Glénat, 2021
Scénario : Tronchet - Dessin : Jérôme Jouvray
- Les catastrophobes, Fluide glacial, 2021
Scénario et dessin : Tronchet
- Moi bébé, ma vie mon œuvre, Delcourt, 2022
Scénario et dessin : Tronchet
- La Vie me fait peur, Futuropolis, 24 août 2022
Scénario : Didier Tronchet, d'après le roman de Jean-Paul Dubois - Dessin : Christian Durieux - Couleurs : Christian Durieux -  (ISBN 978-2-7548-2901-4)
- L'année fantôme, Aire libre,  (ISBN 979-10-347-6228-6), 2023
Scénario et dessin : Tronchet

### Romans et textes
- Petit traité de vélosophie (Plon, 2000)
- Petit traité de footballistique (Albin Michel, 2004)
- Journal intime d'un bébé formidable (Flammarion, 2006)
- Ton père, ce héros (Flammarion, 2006)
- Nous deux moins toi (Flammarion, 2007)
- Football mon amour (J'ai lu, 2010)
- Le Fils du yéti (Flammarion, 2011) Roman au même titre que la BD parue en 2014.
- Vertiges de Quito (La Table Ronde, 2012) Récit au même titre que la BD parue la même année.
- L'Univers à peu près (Les Échappés, 2016)
- Robinsons père et fils (Elytis, 2017)
- Les fantômes de Séville (La fosse aux ours, 2022)
- Petit éloge de la chanson française (Éditions Les Pérégrines, 2022)
- Petit éloge de mon chien (Éditions Les Pérégrines, 2024)

### Film
- 2002 : Le Nouveau Jean-Claude, avec Mathieu Demy, Clotilde Courau, Richard Berry, Benoît Tachoires, Darry Cowl, Gotlib, Antoine Réjasse.

## Distinctions
- 1988 : Prix Bloody Mary pour Les Damnés de la Terre Associés t. 1
- 1990 : Alph-Art humour au festival d'Angoulême pour Raoul Fulgurex t. 1 (dessins de Dominique Gelli)
- 1993 : Alph'Art humour au Festival d'Angoulême pour le tome 4 de Raymond Calbuth, Chasseur de Gloire
- 1998 : Alph'Art humour au Festival d'Angoulême pour le tome 6 de Jean-Claude Tergal, Portraits de famille
- 1998 : Nommé pour le prix du meilleur album au Festival d'Angoulême pour le tome 1 de Houppeland
- 2004 : Prix Albert-Uderzo du meilleur dessinateur pour Là-bas
- 2004 : Prix du jury œcuménique de la bande dessinée pour Là-bas (avec Anne Sibran)